# 2016년 하계 올림픽 키리바시 선수단
2016년 하계 올림픽 키리바시 선수단은 브라질 리우데자네이루에서 열린 2016년 하계 올림픽에 참가했던 올림픽 키리바시 선수단이다.

### 역도
남자
| 선수                | 세부 종목 | 인상     | 인상     | 인상     | 용상     | 용상     | 용상     | 합계 | 합계 |
| 선수                | 세부 종목 | 1차 시기 | 2차 시기 | 3차 시기 | 1차 시기 | 2차 시기 | 3차 시기 | 기록 | 순위 |
| 데이비드 카토아타우 | 105kg급   |          |          |          |          |          |          |      |      |

## 같이 보기
- 올림픽 키리바시 선수단